# سكوت يورجنسن
سكوت يورجنسن (بالإنجليزية: Scott Jorgensen) هو فنان قتال مختلط أمريكي، ولد في 17 سبتمبر 1982 في بايسون في الولايات المتحدة.

## وصلات خارجية
- سكوت يورجنسن على موقع يو إف سي (الإنجليزية)
- سكوت يورجنسن على موقع شيردوغ (الإنجليزية)
- سكوت يورجنسن على موقع Tapology.com (الإنجليزية)
- سكوت يورجنسن على موقع IMDb (الإنجليزية)
- سكوت يورجنسن على موقع قاعدة بيانات الفيلم (الإنجليزية)